# Mahendarkar Kannurao Vasudeva Rao
Mahendarkar Kannurao Vasudeva Rao (1941) es un botánico, profesor indio, que desarrolló actividades académicas en el "Botanic Survey of India", hasta su jubilación como director adjunto.
En 1964, obtuvo una licenciatura en historia natural por la Presidency College, en Chennai.

## Algunas publicaciones

### Libros
- S. N. Nigam, M. J. Vasudeva Rao, R. W. Gibbons. 1990. Artificial hybridization in groundnut. Information bull. 29. Editor Internat. Crops Res. Bureau for the Semi-arid Tropics, 27 p. ISBN 9290661771

- 1985. Techniques for screening sorghums for resistance to Striga. Information bull. 20. Edición reimpresa de ICRISAT, 18 p.

- La abreviatura «Vasudeva Rao» se emplea para indicar a Mahendarkar Kannurao Vasudeva Rao como autoridad en la descripción y clasificación científica de los vegetales.[1]